# Час тирана. Прозріння 2084 року
«Час тирана. Прозріння 2084 року» — роман у жанрі політичного трилера-антиутопії, що написаний українським письменником Юрієм Щербаком та вперше опублікувався у видавництві «Ярославів Вал» 2014 року. Заключна частина трилогії «Час смертохристів: Міражі 2077 року» (2011) і «Час Великої Гри. Фантоми 2079 року» (2012). Книгу було представлено 2 вересня 2014 року у Будинку вчителя.
Ігор Гайдук став фактично правителем України та керує її відновленням після епохи олігархату. В цей час Чорна Орда намагається відновитися, готуючи секретну зброю для досягнення світового панування та знищення християнства.

## Сюжет
Після подолання наслідків Великого Спалаху та відбиття нападу загарбників Україна активно розвивається. Влада зосередилася в руках воєнного режиму, Координатором якого став Ігор Гайдук. Завдяки жорстким заходам було покладено край корупції та арештовано чи страчено прислужників колишнього режиму. 2084 року Україна лишається останнім оплотом православ'я, оскільки Стамбул було захоплено ісламістами. Папа Римський Климент XV планує об'єднати католицьку та православну церкви для протистояння Глобальному джихаду, очолюваному Омаром аль-Бакром. Той, створюючи агресивні мусульманські рухи в усьому світі, зазнав поразки з Чорною ордою, котра швидко розпалася після Великого Спалаху, але не полишає планів на світове панування. Папа Римський домовляється з Гайдуком провести в Києві Акт Возз'єднання християнських конфесій. Дружина Гайдука до того часу померла і він виховує сина Святика, котрий має дар передбачення майбутнього.
Тим часом Джордж Безпалий, що працює на таємничий Фонд Крюгера, випадково губить в Римі секретну інформацію про підготовку теракту під час Акту Возз'єднання. Також там ідеться про новітню зброю, що буде застосована в Україні. Інформація опиняється в Папи та Гайдука. Фонд бере Безпалого під варту, але його знаходить і захоплює контррозвідка. Джордж опиняється на допиті в Гайдука, де той розповідає, що не вбивав його батька, як думає Джордж і пропонує працювати на нього. Безпалий вирушає до Риму знову, щоб знайти кілера Вінсента і убезпечити свою матір і кохану Джованну від загрози з боку Фонду. В Аргентині, якій загрожує ісламізація, вчений Троянко виявляє дивну сарану, котра поїдає всю органіку й поводиться так, ніби нею хтось керує.
Готуючись до бойових дій з ісламістами, збройні сили України проводять військові навчання, на яких випробовують новий тип бойової машини «Ящірка», надзвичайно ефективної проти різних підрозділів і захищеної від більшості зброї. Кузьма Крейда, син олігарха Івана Крейди, вбитого під час повстання в Києві, паралельно розробляє план нової столиці України, високотехнологічного міста «Небесний Єрусалим», що стане і центром християнства. Посланець Омара, Нурдін Ансабай, зустрічається з Крюгером, який виявляється вцілілим, хоча й кіборгізованим, Іваном Крейдою. Вони домовляються про співпрацю, та Ансабай потай закладає в штабі Крейди маячки. В Києві агенти Омара, міністр оборони Ігор Палій, начальник штабу Сергій Стригун і Леді Палій, готують змову Гайдука, щоб завадити Акту Возз'єднання. Кілер Вінсент здійснює замах на Папу, проте ракета не влучає в ціль, оскільки килим, де містився маячок наведення, випадково було перенесено. Безпалий намагається застрелити його, але той тікає, вбивши Джованну.
Гайдук відвідує Луганськ, який разюче відрізняється від Києва занепадом і досі живими спадком Радянської влади. Це змушує його замислитися над тим, що «Небесний Єрусалим» — порожня мрія. Він вирушає в Сталінград, який став центром залишків Росії, де генерал Варламов пропонує приєднання до України задля протистояння ісламістам. Також він попереджає про дивну сарану, котра з'явилася в околицях і вважає її появу попередженням від Омара здатися. В Києві, куди Троянко доставляє зразок сарани, комаха несподівано починає швидко розмножуватися і з'їдає його дружину. Подолати зграю комах вдається завдяки військовим. Дослідження показують, що це поєднання органіки та техніки, отож вдається з'ясувати деякі слабкості сарани. Омар розкриває, що Ансабай працював на українську розвідку та не приймає його поглядів на світове панування, вірячи, що іслам повинен бути мирною релігією. За це Омар страчує Ансабая.
Син Ігоря Гайдука, Святик, має видіння двох сонць, яке втім не може пояснити. Натомість він попереджає батька, що Палії хочуть його вбити, чим рятує його від замаху. Завдяки Безпалому вдається затримати Вінсента, котрий зізнається де перебуває Крейда. В ході штурму палацу олігарха його арештовують і доставляють в Україну. Той однак впевнений, що держава попри останні здобутки все-одно приречена на поразку. Він викладає свої псевдофілософські погляди на місце українців як рабів, що стане запорукою їх виживання.
Невдовзі справджується видіння Святика про два сонця — над Україною з'являється подібна на чорне сонце хмара сарани. Вона просувається вглиб країни, нищачи все живе на шляху. Організовується евакуація населення, на боротьбу вирушає армія, але це не дає значних результатів. Гайдук звертається до народу з попередженням про агресію Глобального джихаду, котрий створив сарану, і заявляє, що Акт Возз'єднання відбудеться як і заплановано. Проти сарани при допомозі американських хакерів розробляється комп'ютерний вірус, який вражає її машинну частину, та отрута, яка вражає тіло. Дізнавшись із документів Крейди, що Ігор Палій є лідером змови, він підлаштовує викрадення його агентом підробленого сценарію Акту Возз'єднання. Той планує вбивство Папи Римського та інших високопосадовців з використанням «Ящірки» і снайперів. Кузьма Крейда зустрічається за батьком і, попри його сподівання, відвертається від нього.
У назначений час Акту Возз'єднання «Ящірка», що мала знищити Софію Київську, потрапляє в пастку і виходить з-під контролю, а снайперів заздалегідь перехоплюють. Зрозумівши, що зазнав невдачі, Стригун вчиняє самогубство. Як і було заплановано, християнські церкви возз'єднуються. За місяць Гайдук, назначивши нових керівників, заявляє, що подає у відставку. Невдовзі стає відомо про теракт в палаці Омара та загибель лідера Глобального джихаду, що після цього сходить нанівець.
Завершується роман описом результатів експедиції до космічного об'єкта, названого «Небесним Єрусалимом». Лише один астронавт зізнається що там побачив — це було вмістилище душ всього живого й неживого, в центрі якого перебував Бог. Після смерті тіл вони очищаються в цьому небесному місті та повертаються для переродження в нових тілах. Однак з'ясовується існування ще одного спогаду від астронавта-українця, котрий дізнався, що душа Гайдука, на відміну від душ багатьох інших правителів, звільнилася від тягаря гріхів через каяття і отримала Прозріння.

## Відгуки про трилогію
Василь Шевчук відгукнувся про всю трилогію: «Розбудити, пробудити, відкрити зіниці душ — таку нелегку місію узяв на себе Юрій Щербак… Діалектику влади, життя, любові, гордині, жертовності, усього, що творить історію світу і долю людини — Юрій Щербак вплітає у захопливий сюжет, який, одначе, не є головною ціллю трилогії. Її мета, як горизонт для мандрівника у Всесвіті — пошук Істини, яка, відомо, у Кого зберігається».
Данило Лубківський характеризував трилогію: «Трилогія про генерала-хорунжого Ігоря Гайдука захопила з перших сторінок. Це українська „бондіана“. З вихором шифротелеграм, поворотів сюжету й дивовижних алюзій. Де українець постає динамічним, хоробрим героєм. Де звучить голос українців як глобальної нації… Можна знайти спосіб донести образи Щербака широкій аудиторії. Це дуже кінематографічний роман. Цікавий для того, щоб перевтілити в серіал. Вийде прекрасна відповідь на пошлість „Слуги народу“».
На думку Юрія Лисенка, «Трилогія Юрія Щербака — це наша „Вогнем і мечем“, тільки через понад 100 років і не про минуле, а про майбутнє. Епопея мала б увійти в основу ментальності сучасного українця так, як твори Генрика Сенкевича — у польську. Бо у нас поки проблеми з тим, щоб щось витіснило Кіркорова. Немає такої халепи, яка б могла трапитися зі світом, яка не відбулася в романах Щербака. Передусім стосуються України. Виписана точно і безжально. З цілою галереєю держиморд, зрадників, поганців, дебілів, дегенератів і хитрунів».

## Повідомлення про Шевченківську премію
Напередодні вручення Шевченківської премії за 2015 рік, 10 лютого 2015 року газета «День» повідомила, що переможцем у номінації «Література» став Юрій Щербак зі своїм трикнижжям «Час смертохристів» (2011), «Час великої гри» (2012) і «Час тирана» (2014), проте вже згодом стало відомо, що переможцем став Юрій Буряк зі збіркою поезій «Не мертве море», а посилання на статтю про Юрія Щербака як переможця було вилучено, а у Шевченківському комітеті було підтверджено, що переможцем став Юрій Буряк. Церемонія нагородження відбулася 9 березня 2015 року і згідно з указом Президента України переможцем у номінації «Література» став Юрій Буряк.

## Видання
- 2014 рік — видавництво «Ярославів Вал».